# Levadivka, Berezivka
Levadivka (în ucraineană Левадівка) este un sat în comuna Andrievo-Ivanivka din raionul Berezivka, regiunea Odesa, Ucraina.

## Demografie
Componența lingvistică a localității Levadivka
     Ucraineană (95,63%)
     Rusă (2,31%)
     Română (1,09%)
     Alte limbi (0,73%)
Conform recensământului din 2001, majoritatea populației localității Levadivka era vorbitoare de ucraineană (95,63%), existând în minoritate și vorbitori de rusă (2,31%) și română (1,09%).